# 鯉城通り
鯉城通り（りじょうどおり）は、広島県広島市中区にある街路の一つ。広島市役所前交差点から広島城南交差点までを結ぶ。国道54号の起点側の区間にあたる。全区間で国道191号と重複し、紙屋町交差点以南で国道183号・国道261号と重複している。

## 概要

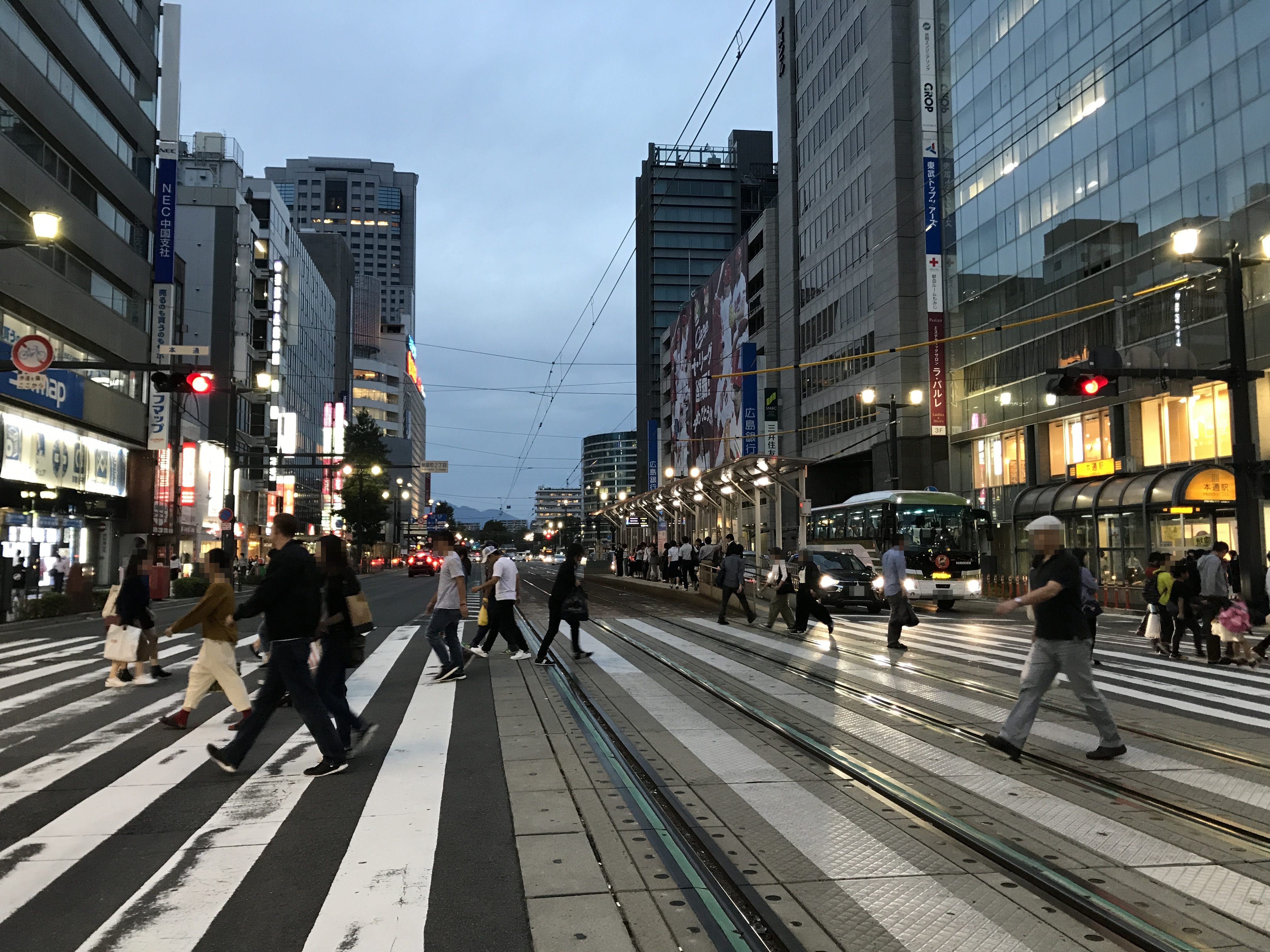
本通駅

「鯉城」とは広島城の別称であり、その名の通り国道2号（新広島バイパス）側から広島城までを一直線で結んでいる。
西国街道にあたる広島本通商店街と交差する本通交差点以北には地下にアストラムライン、広島城外堀にあたる相生通りと交差する紙屋町交差点以南には道路中央に広島電鉄宇品線が通っている。この本通交差点 - 紙屋町交差点間は紙屋町の元来の町域でもある。
紙屋町交差点付近は市内交通の重要な拠点であり、広島電鉄の本通停留場（宇品線）・紙屋町停留場（本線・宇品線）、アストラムラインの本通駅・県庁前駅や広島バスセンターなどが位置するほか、地下街の紙屋町シャレオやエディオン広島本店・そごう広島店・基町クレドなどの商業施設が集積し繁華街を形成している。

## 歴史
本通交差点以南には西塔川（せいとうがわ。「西堂川」とも表記）が流れていたが、1912年に広島電気軌道西塔川線（現在の広島電鉄宇品線の一部区間）の敷設に伴い埋め立てられた。なお、西塔川は当初外堀と繋がっていたが、浅野氏入城の1619年には西国街道（本通交差点） - 外堀（紙屋町交差点）間は既に埋め立てられていた。
道路幅が広く7階までの建物の建設が認可されたこともあり、沿線には金融施設の集まるビジネス街が形成され、従来の金融の中心である大手町通りに取って代わることとなった。
広島城内であり、明治以降も大日本帝国陸軍用地（西練兵場など）であった紙屋町交差点以北に道路は延びていなかった。しかし第二次世界大戦後に民間へ軍用地が開放されたことで、1949年（昭和24年）、紙屋町交差点以北の区間（「マッカーサー道路」と呼ばれた）も開通した。
2008年（平成20年）4月1日に国道54号旧道（可部街道）のうち、広島市民球場南交差点 - 中須2丁目交差点の区間の管理が国土交通省から広島市に移管されたことで、紙屋町交差点以北における国道183号・国道261号の重複が解消された。

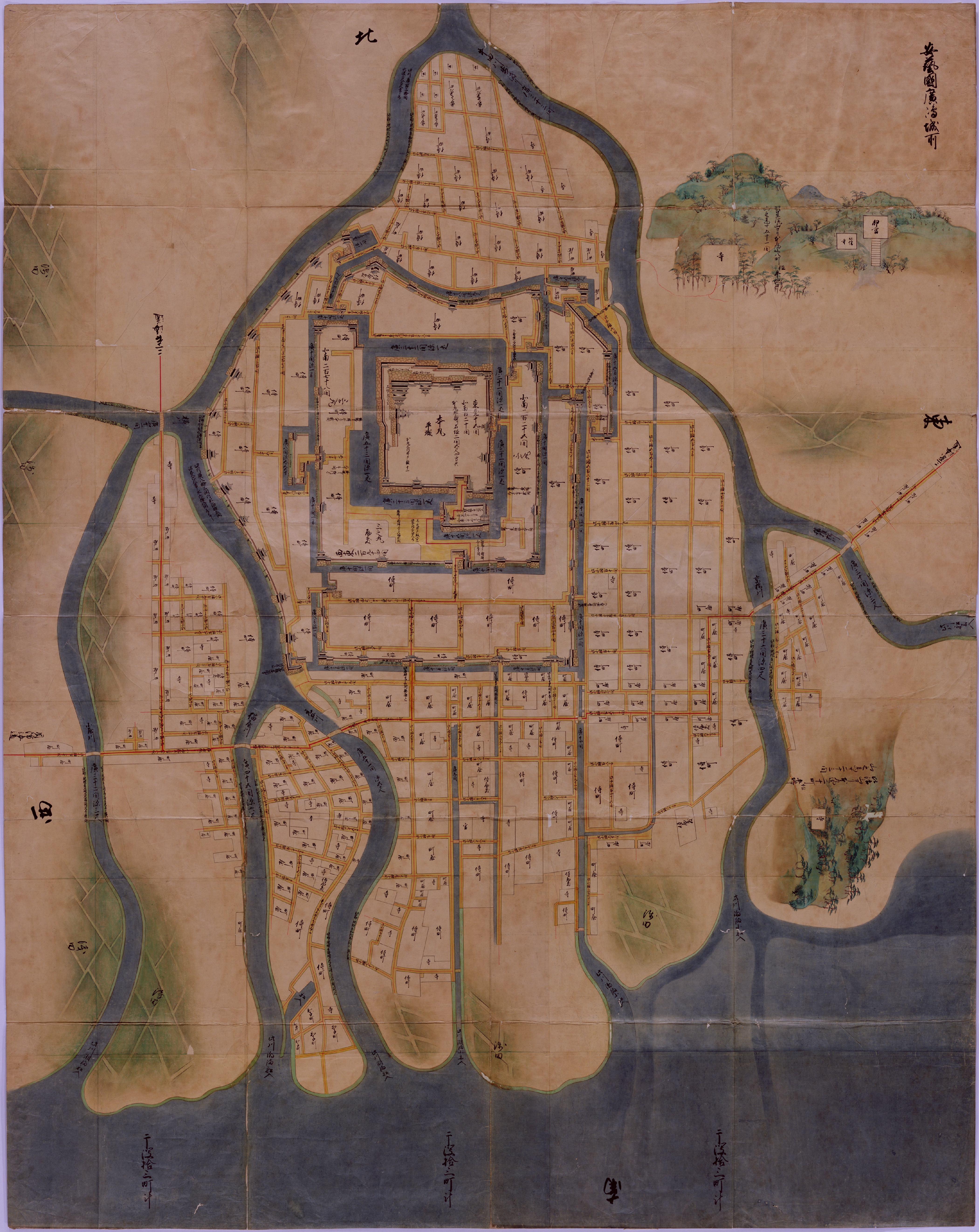
正保城絵図『安芸国広島城所絵図』。広島藩に関する絵地図の内、最も信頼性の高い地図[5]。
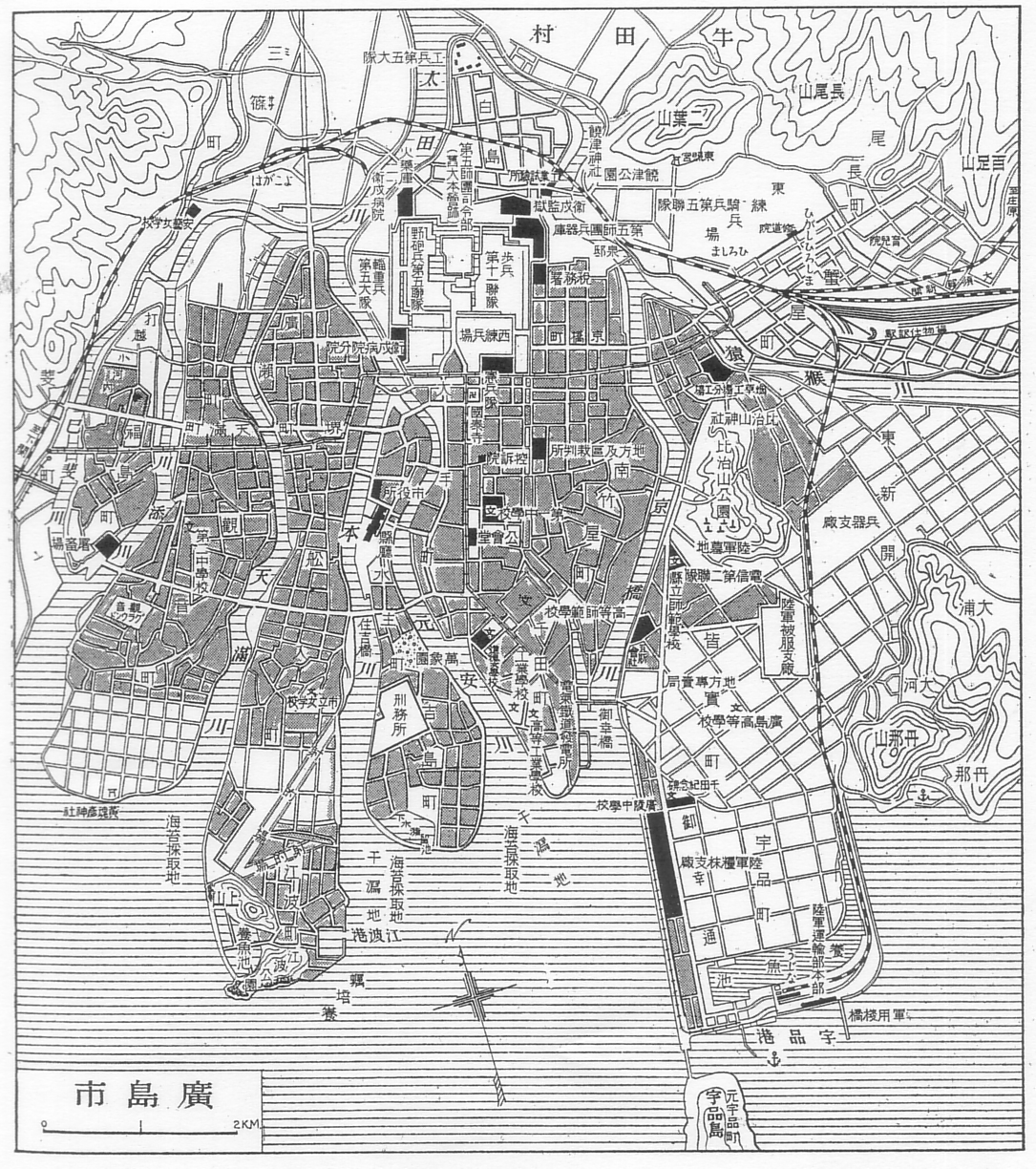
1930年頃（昭和初頭）の廣島市の地図。広島城は中央やや上にあり、周辺も含めて日本軍の施設が集中した。
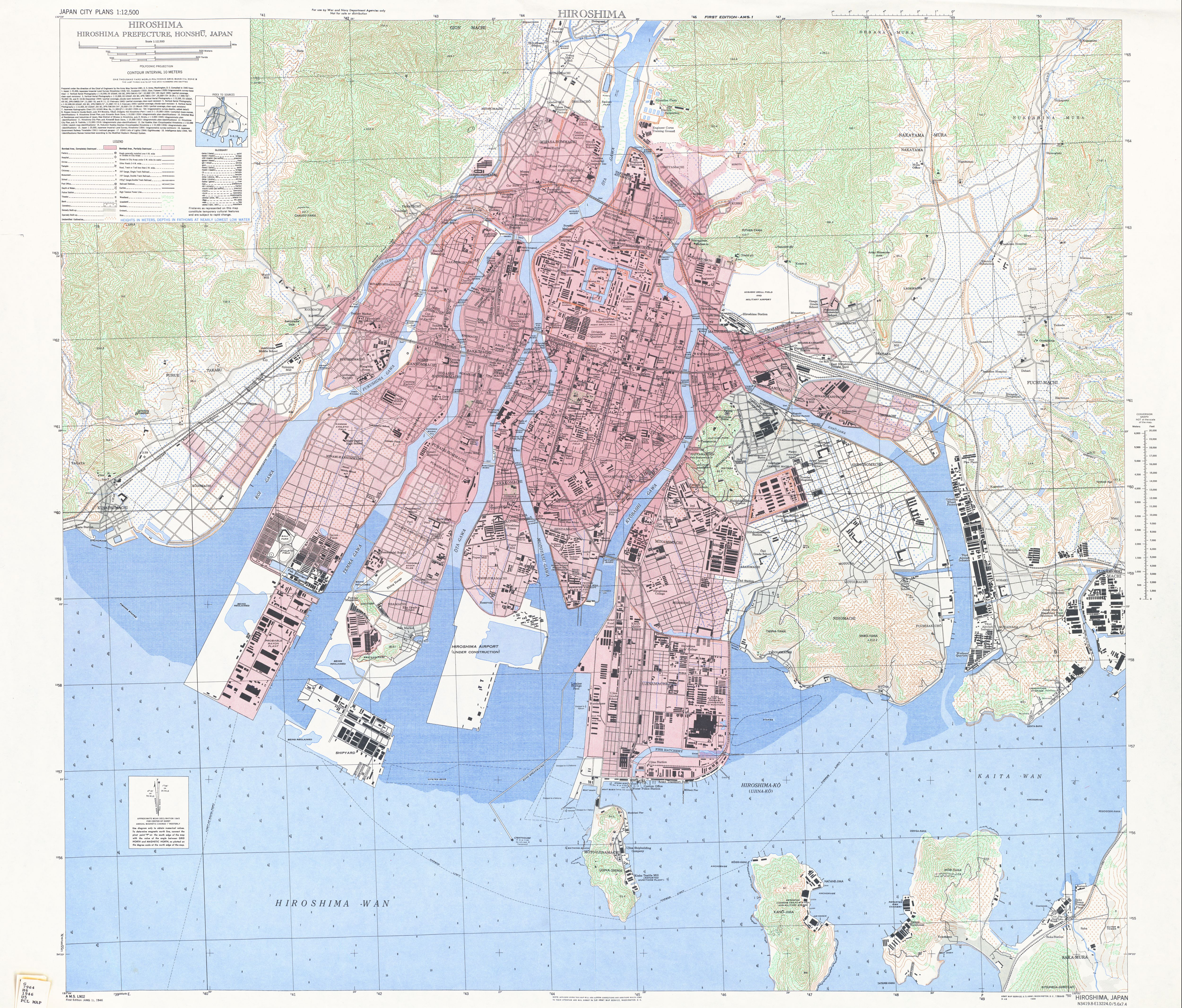
1945年の広島市地図。米軍作成。この時点では外堀は消え、中堀も一部を除きほぼ消滅しているとわかる。

## 交差する道路
- 上側が起点側、下側が終点側。左側が上り側、右側が下り側。
- 実際のキロポストは紙屋町交差点からの距離となる（下表から1.2を引いた数値。市役所前交差点 (-1.2KP) - 紙屋町交差点 (0.0KP) 間は-（マイナス）がつく。また、広島城南交差点 (1.0KP) で+500mの補正が行われる（0.4KPの次は1.0KP）。）。

| 交差する道路                                                     | 交差する場所         | 起点から (km) | キロポスト (km) | 備考           |
| ---------------------------------------------------------------- | -------------------- | ------------- | --------------- | -------------- |
| 県道243号広島港線（千田通り）                                    |                      |               |                 |                |
| 国道2号（新広島バイパス）                                        | 広島市役所前         | 0.0           | -1.2            |                |
|                                                                  | 市役所北             | 0.2           | -1.0            |                |
|                                                                  | 広島中央郵便局（北） | 0.3           | -0.9            |                |
|                                                                  | 白神社（南）         | 0.4           | -0.8            |                |
| 市道比治山庚午線（平和大通り）                                   | 白神社前             | 0.6           | -0.6            |                |
|                                                                  | 袋町                 | 0.8           | -0.4            |                |
|                                                                  | 袋町（北）           | 0.9           | -0.3            |                |
| 本通り                                                           | 本通                 | 1.0           | -0.2            |                |
| 相生通り ← 県道164号広島海田線 / 国道54号支線（国道183号方面） → | 紙屋町               | 1.2           | 0.0             |                |
|                                                                  | 市民病院前           | 1.5           | 0.3             |                |
| 城南通り ← 市道中広宇品線 / 国道54号 可部方面→                   | 広島城南             | 1.7           | 0.5 1.0         | キロポスト補正 |

## 沿線施設
- 広島市役所
- 広島電鉄宇品線市役所前停留場
- 中区役所
- 広島中央郵便局
- ダイワロイネットホテル広島
- コンフォートホテル広島大手町
- 中国電力本社
- 広島電鉄宇品線中電前停留場
- コンフォートイン広島平和大通
- 広島電鉄宇品線袋町停留場
- NHK広島放送局
- ANAクラウンプラザホテル広島
- アストラムライン本通駅・広島電鉄宇品線本通停留場
- 広島本通商店街
- サンモール
- 広島電鉄本線・宇品線紙屋町停留場
- アストラムライン県庁前駅
- 紙屋町シャレオ
- 広島銀行本店
- 広島中郵便局・メルパルク広島
- エディオン広島本店
- そごう広島店
- 広島バスセンター・アクア広島センター街
- 基町クレド・パセーラ・リーガロイヤルホテル広島
- 広島県庁
- 広島市立広島市民病院
- ひろしま美術館
- 広島市立中央図書館
- 広島城

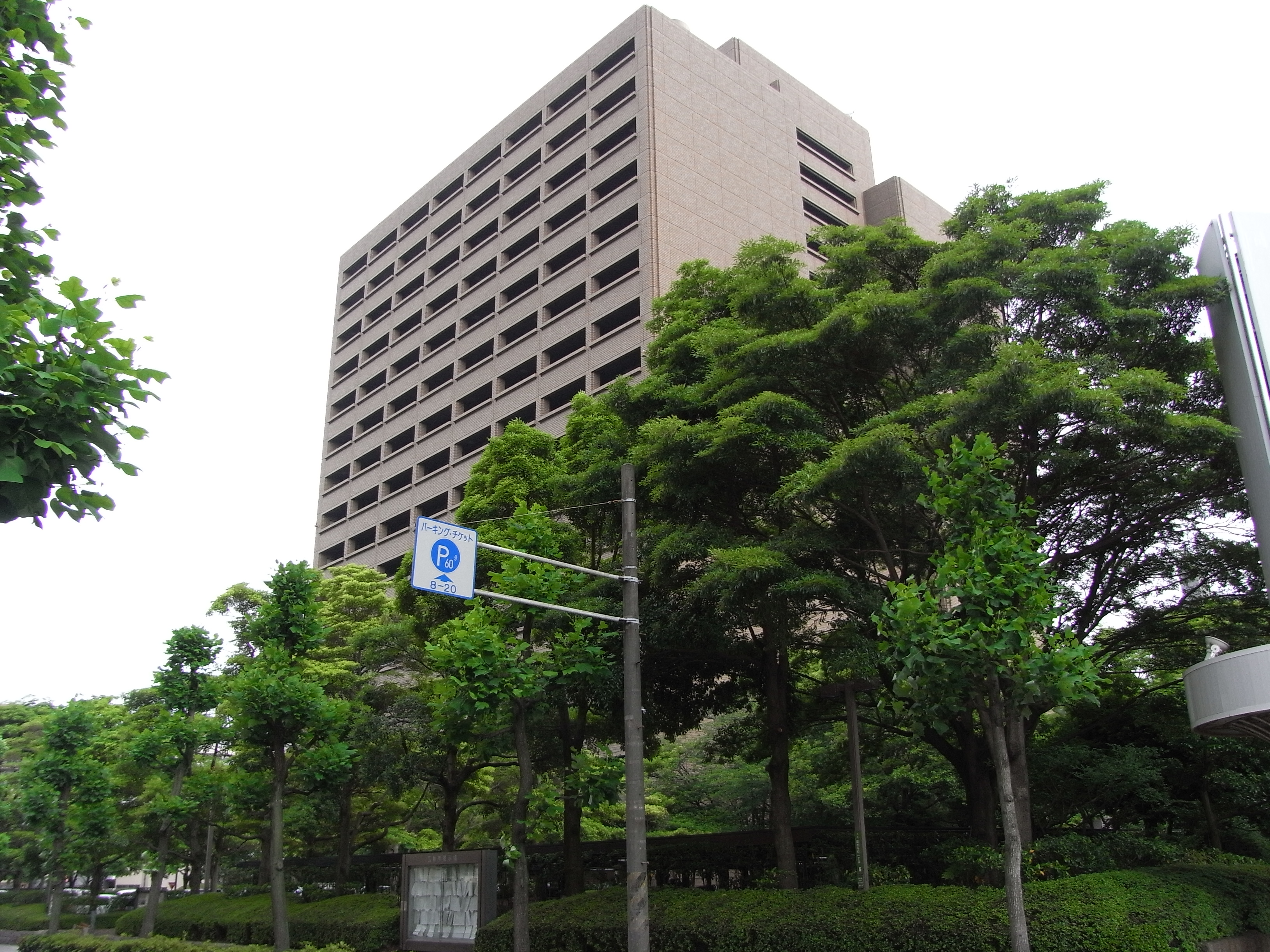
広島市役所
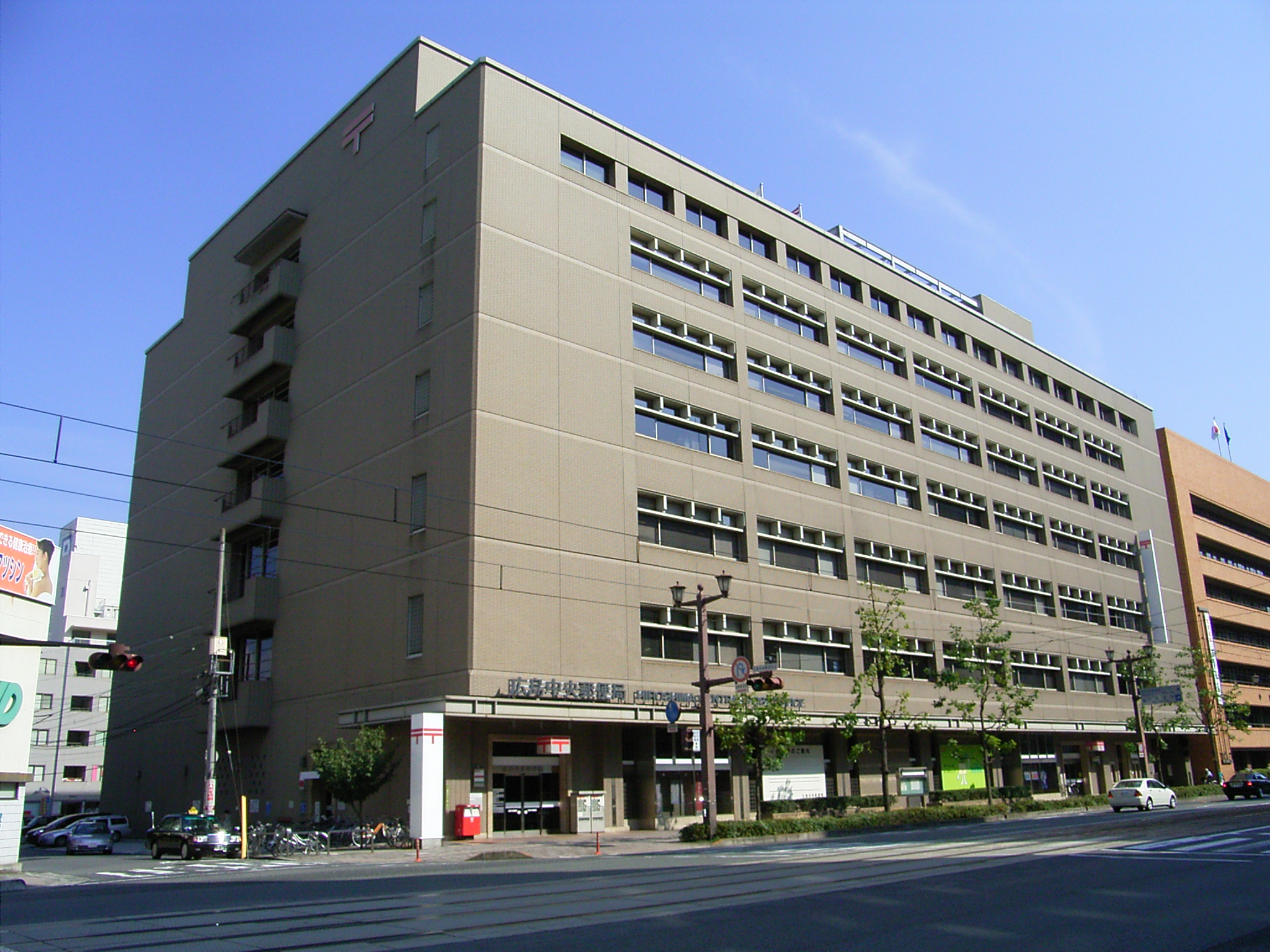
広島中央郵便局
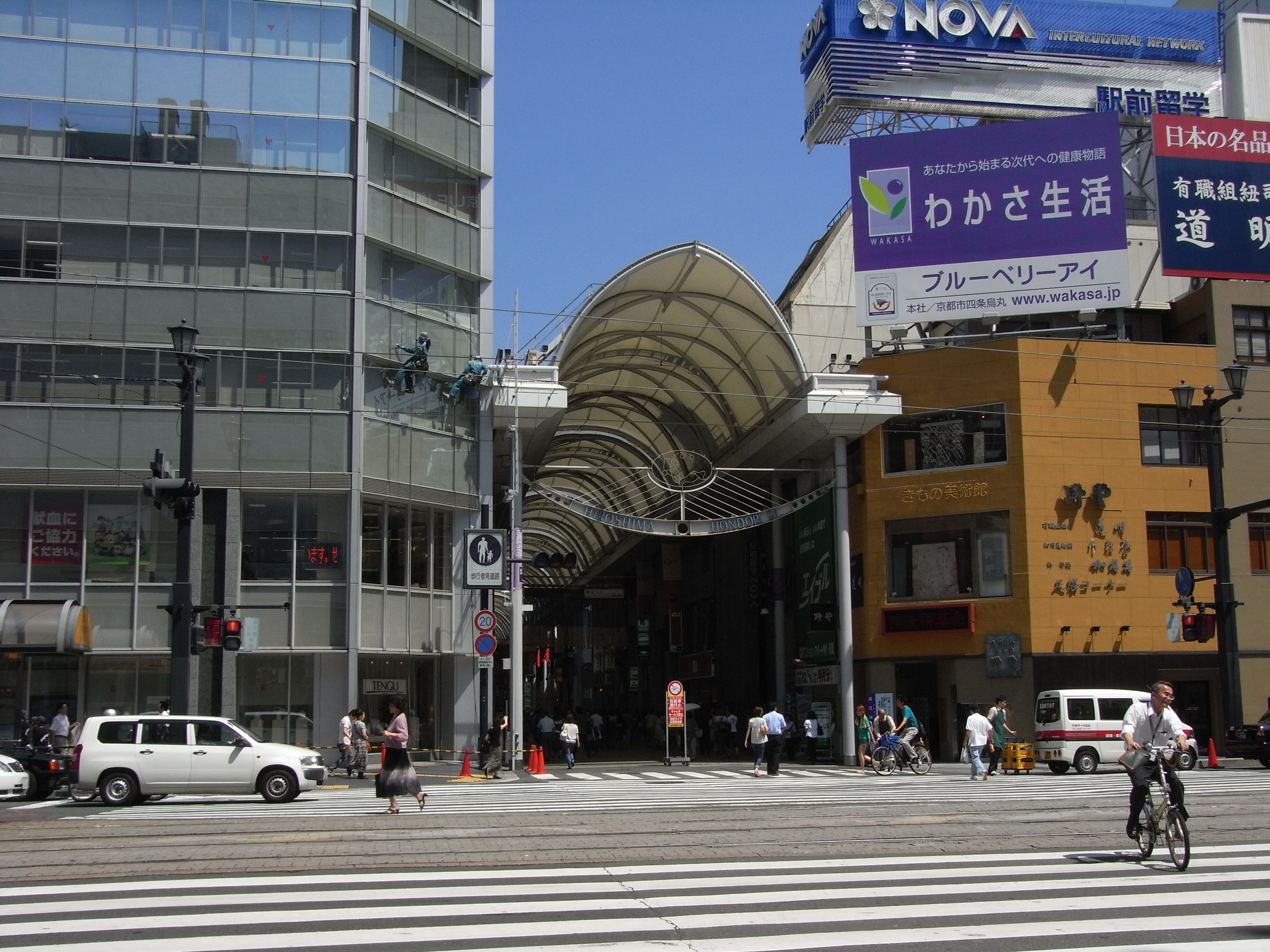
広島本通商店街入口・本通交差点
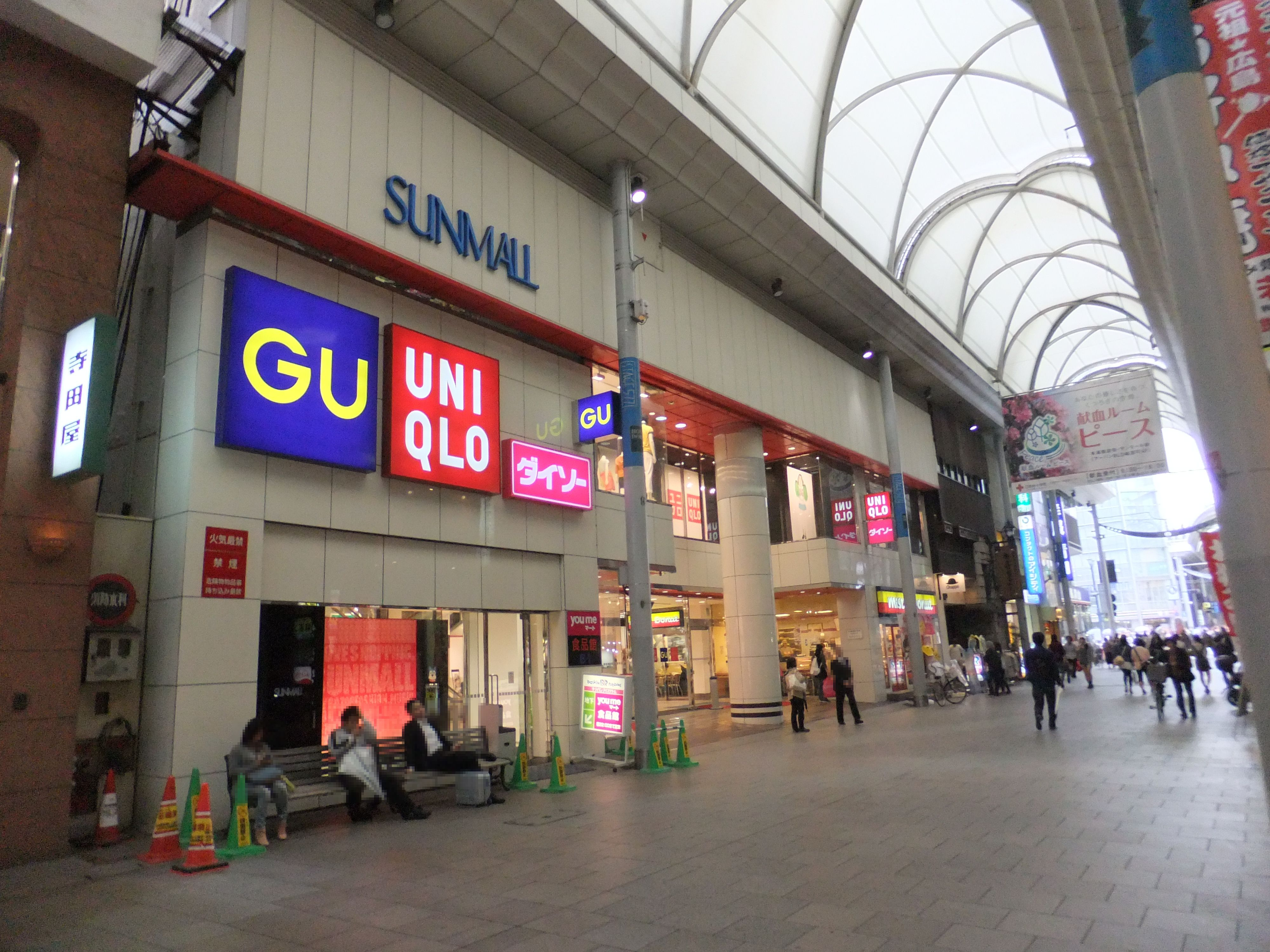
サンモール
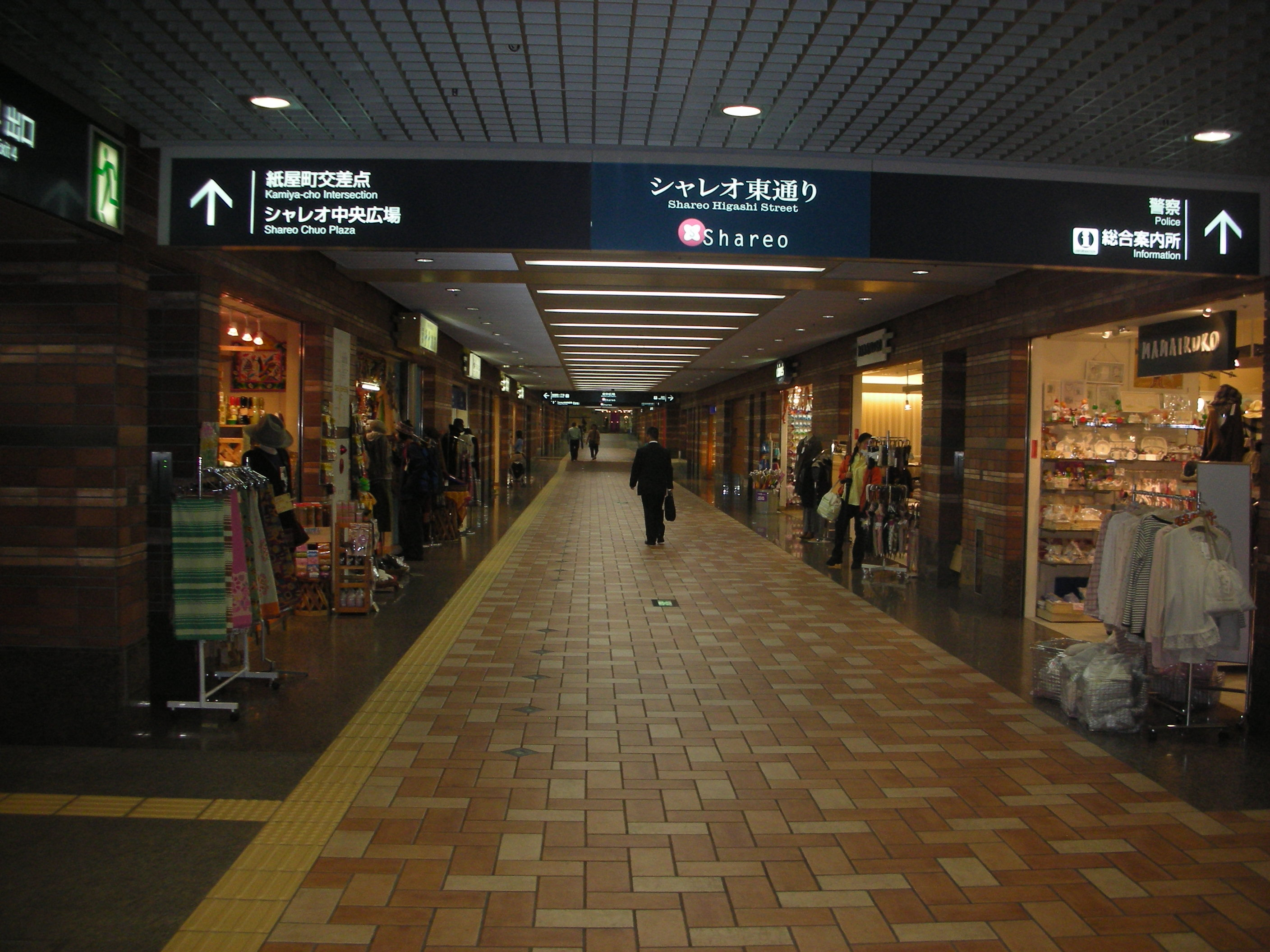
紙屋町シャレオ 東通り
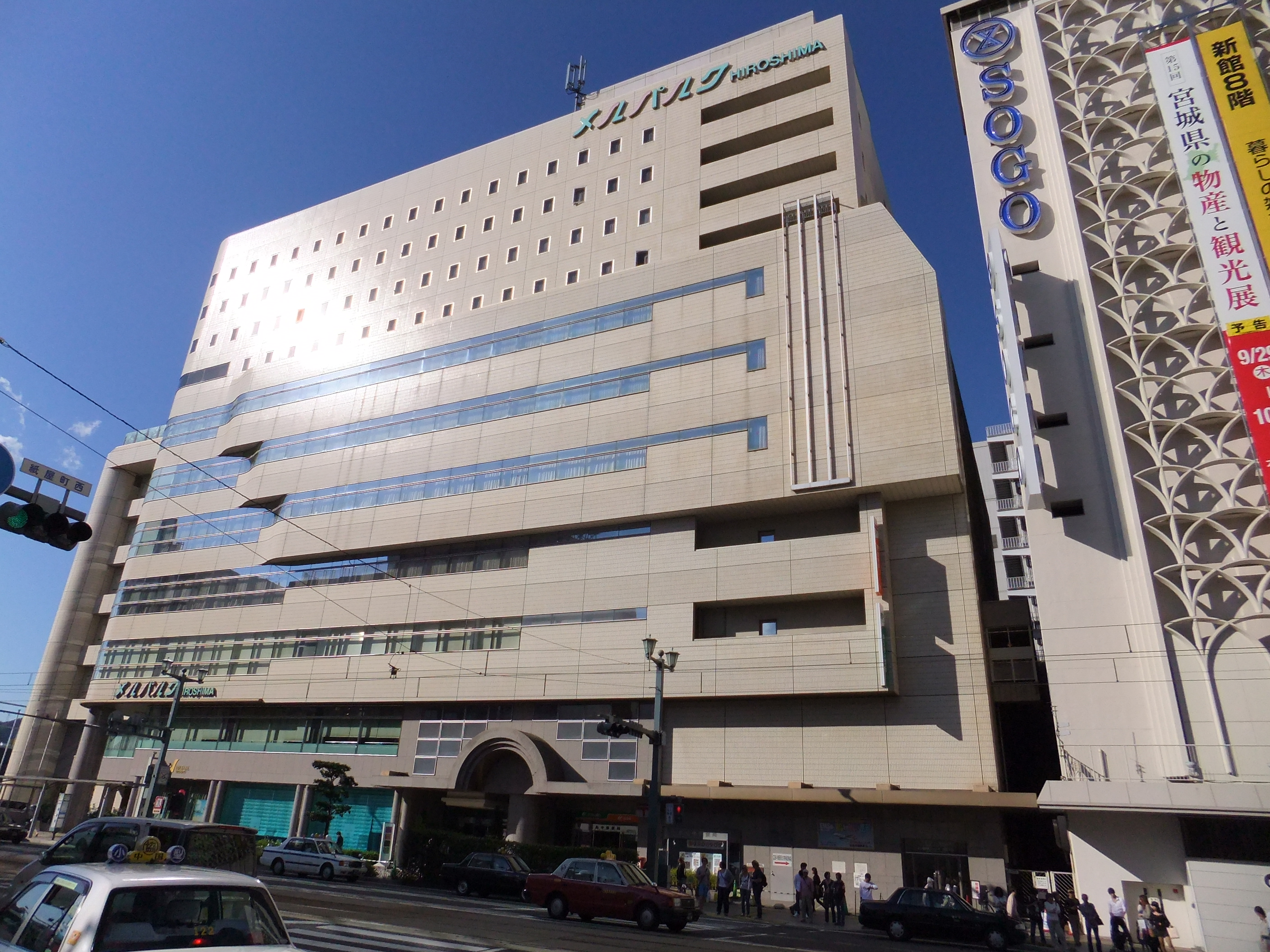
メルパルク広島
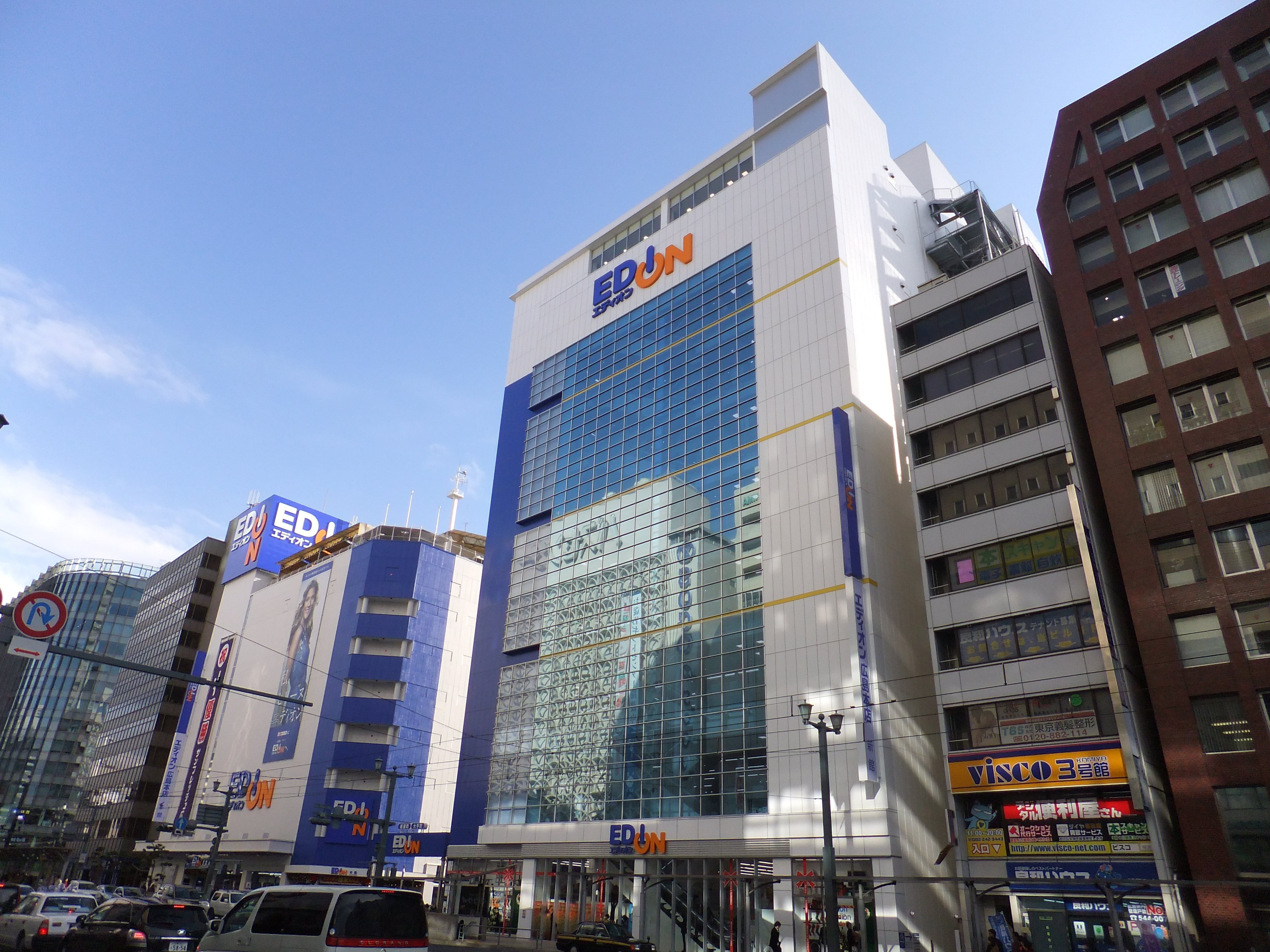
エディオン広島本店
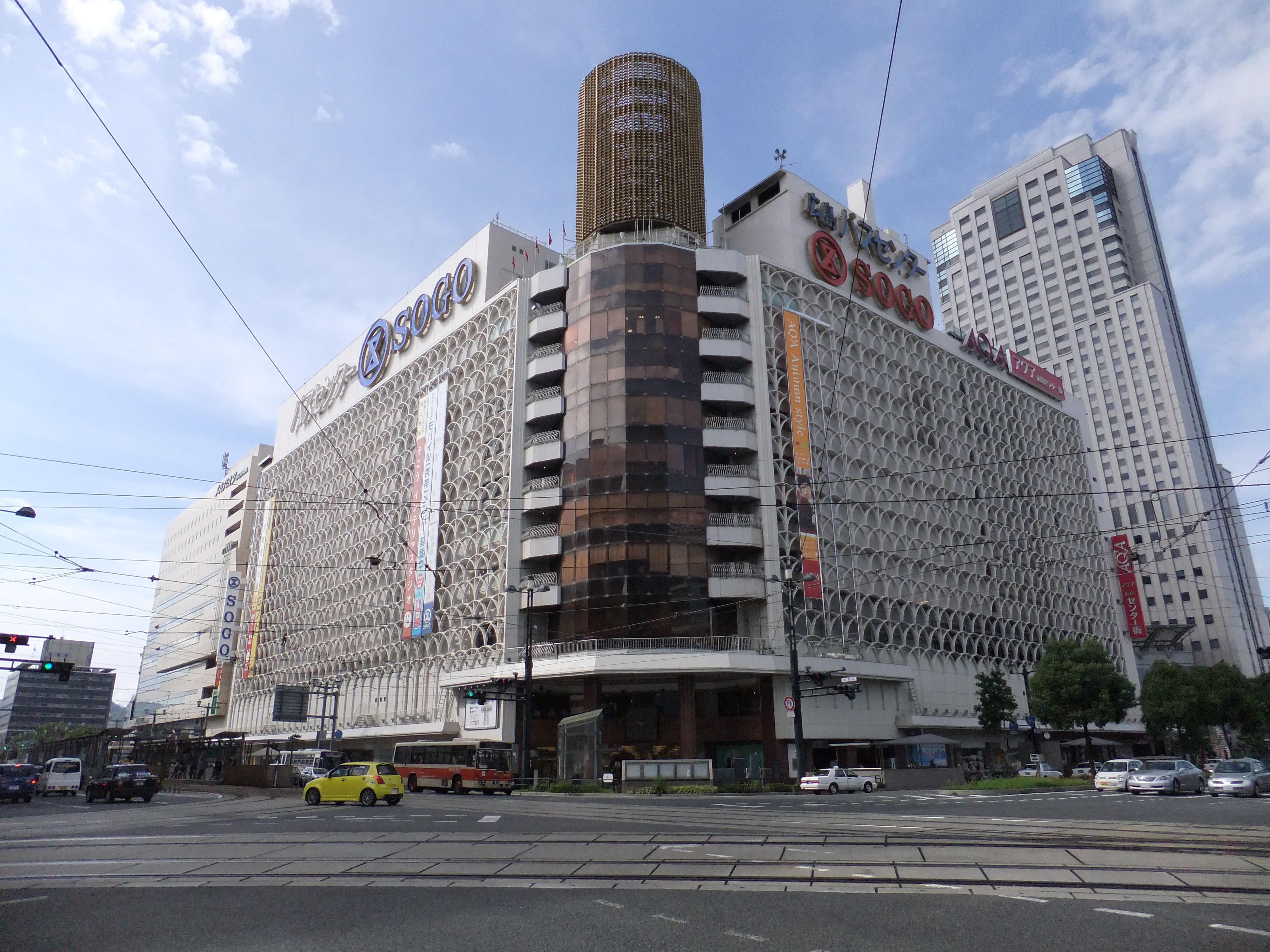
そごう広島店本館・広島バスセンター
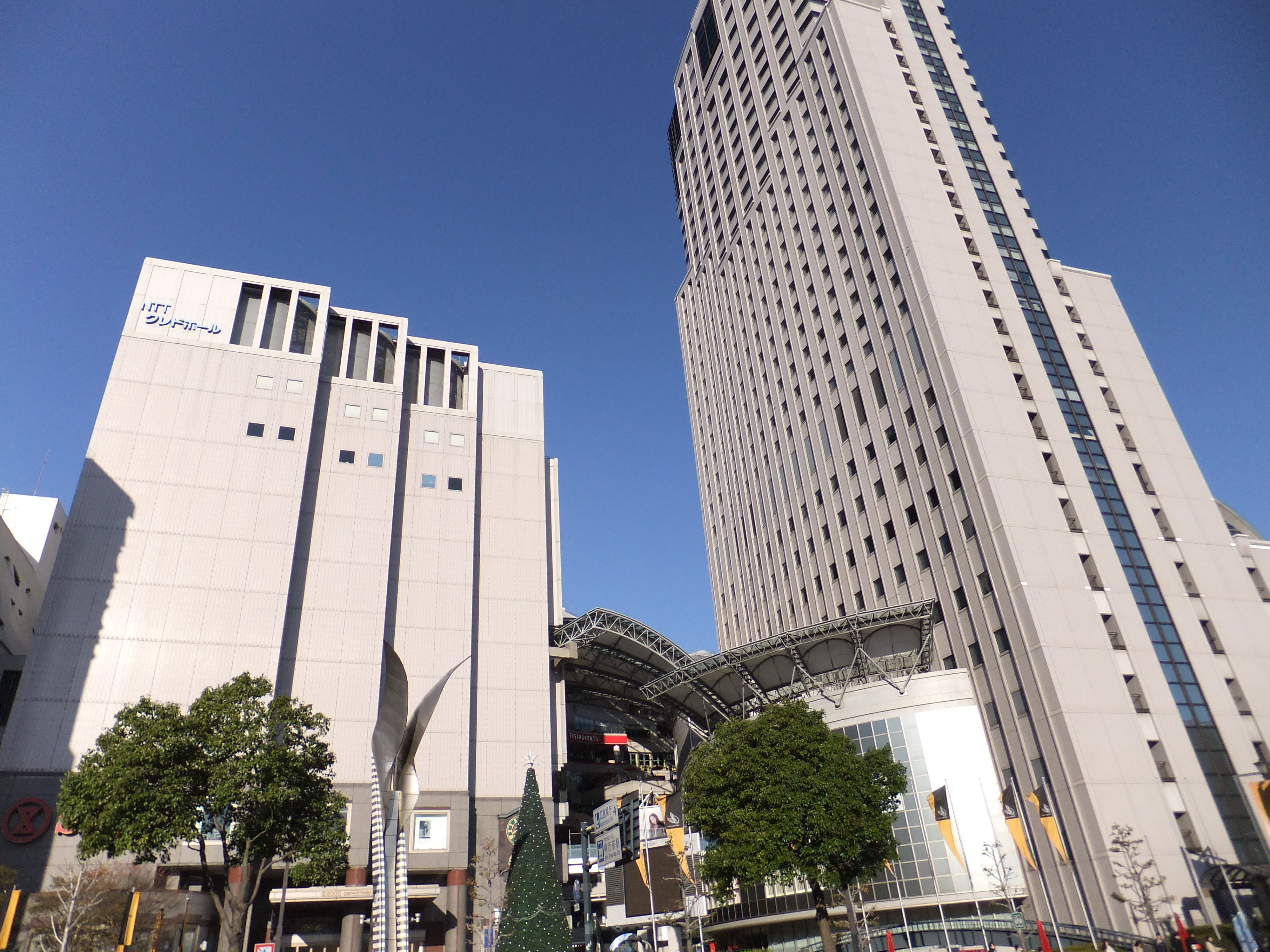
そごう広島店新館・基町クレド
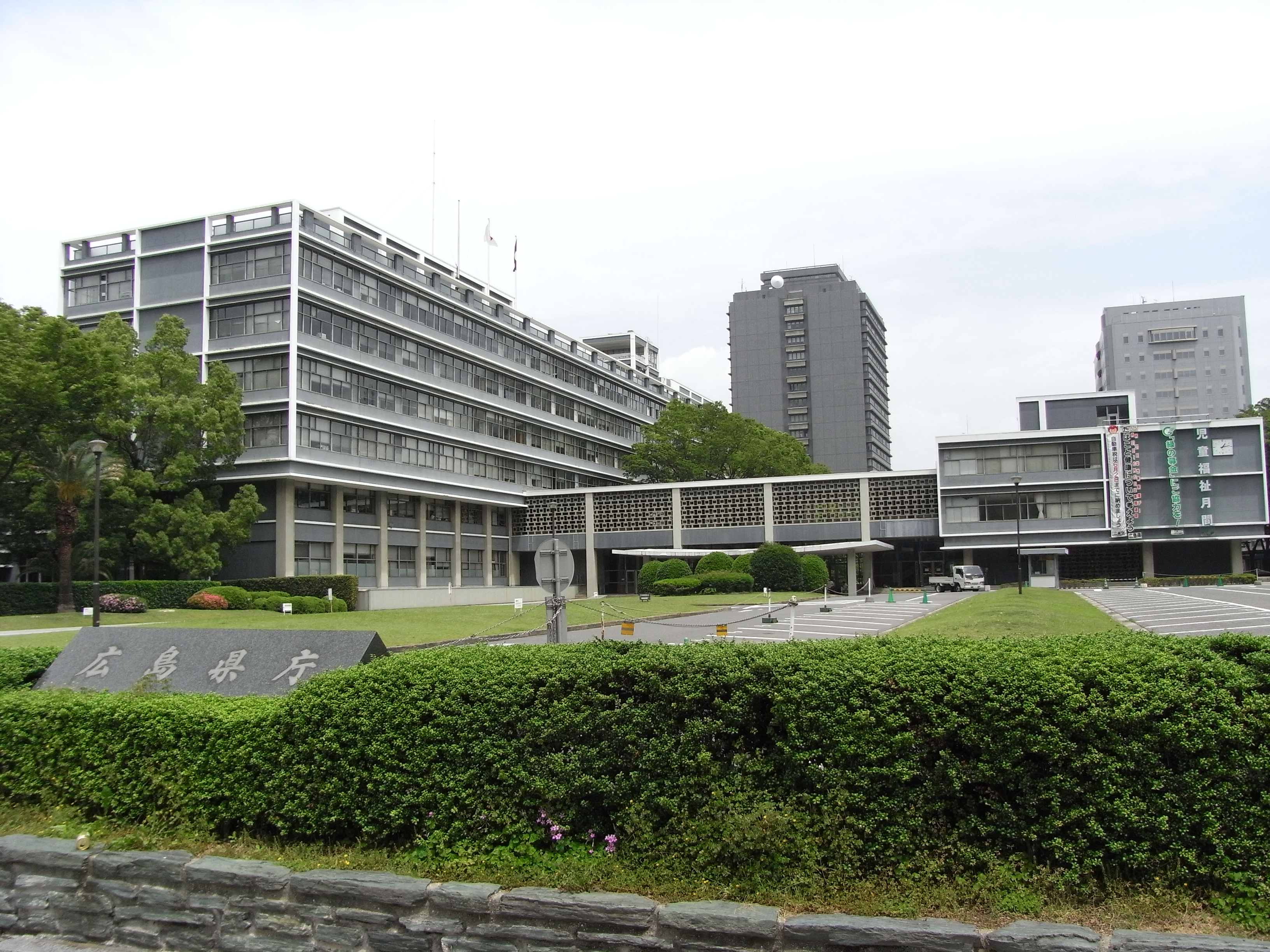
広島県庁本庁舎
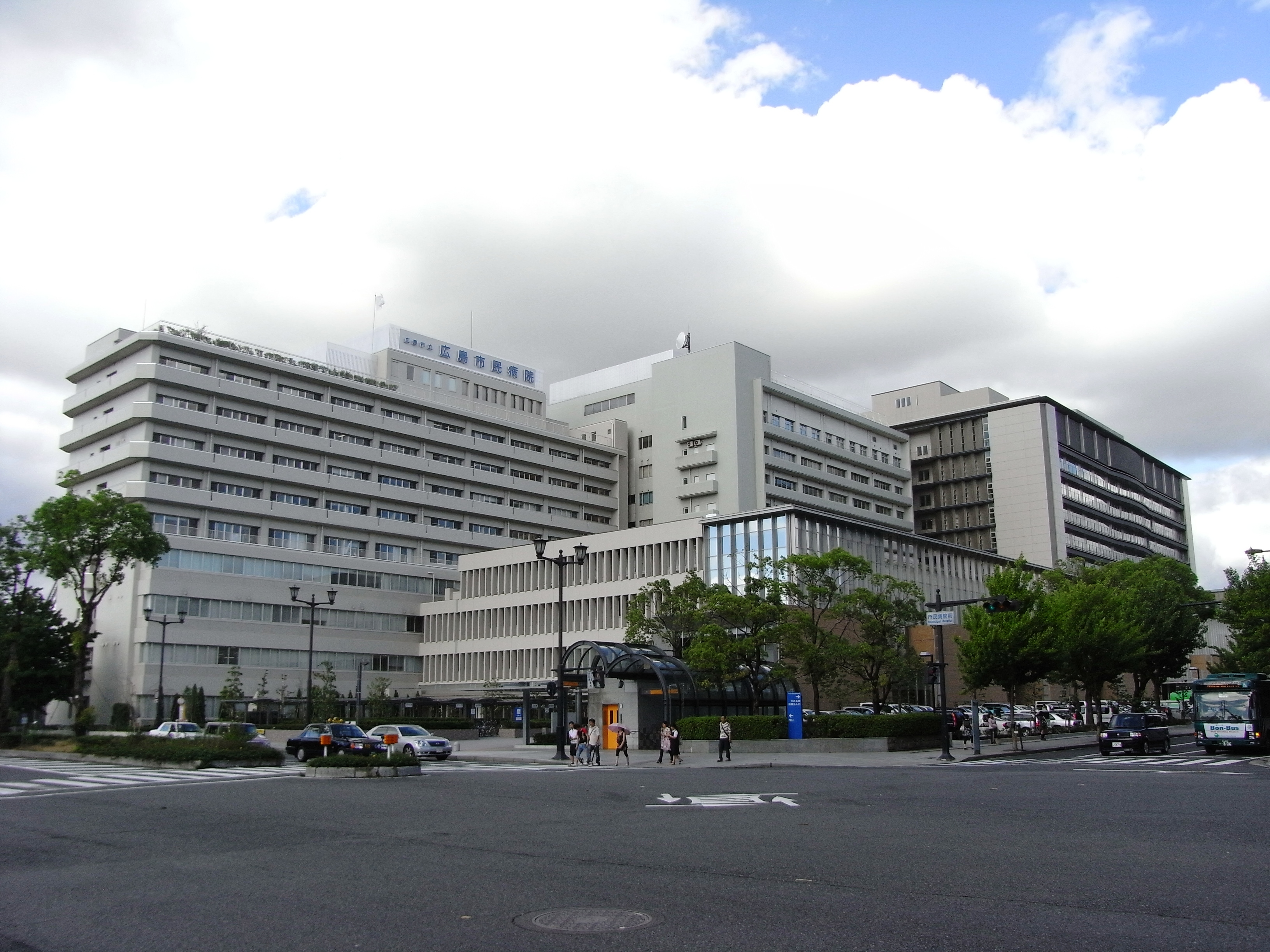
広島市立広島市民病院
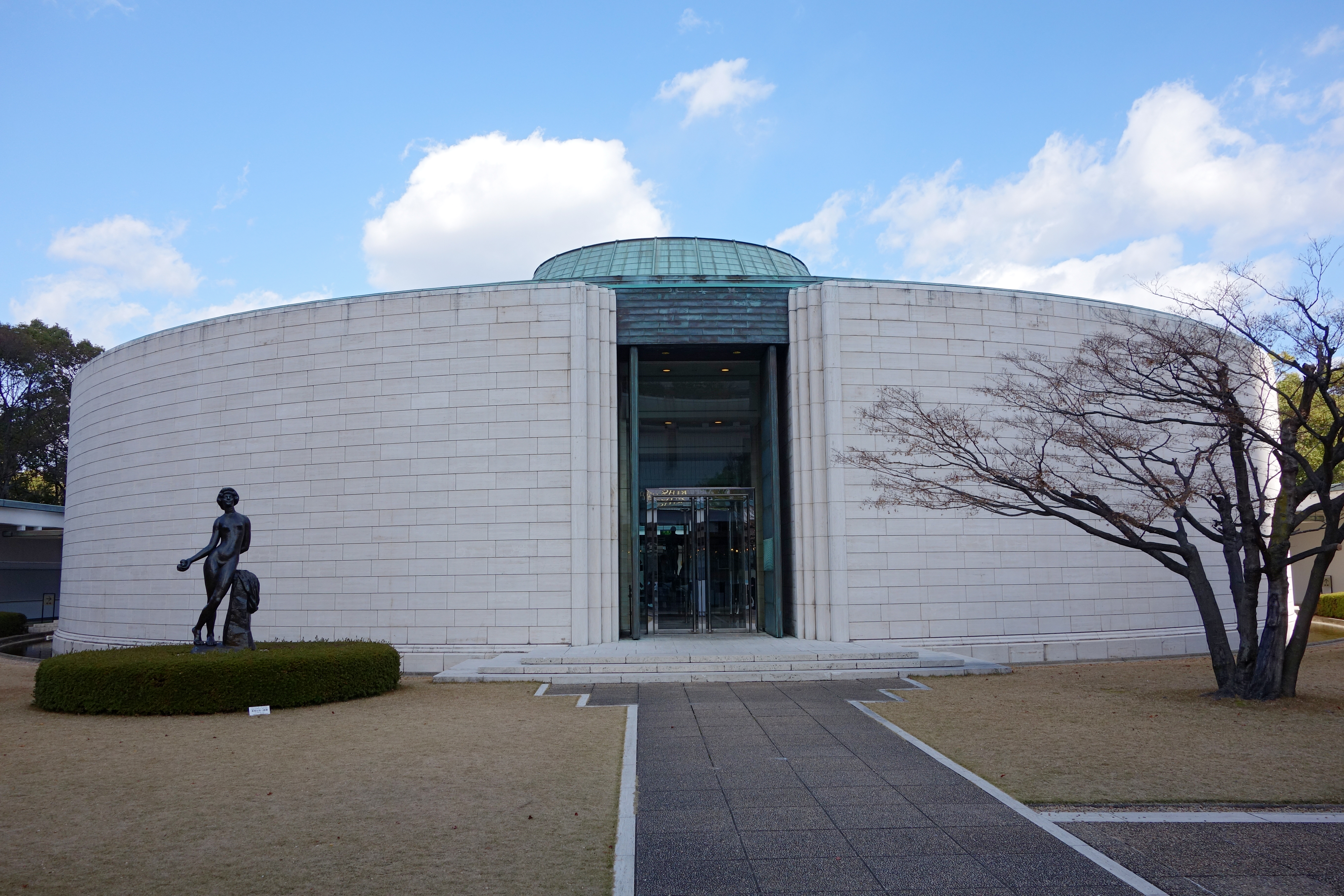
ひろしま美術館
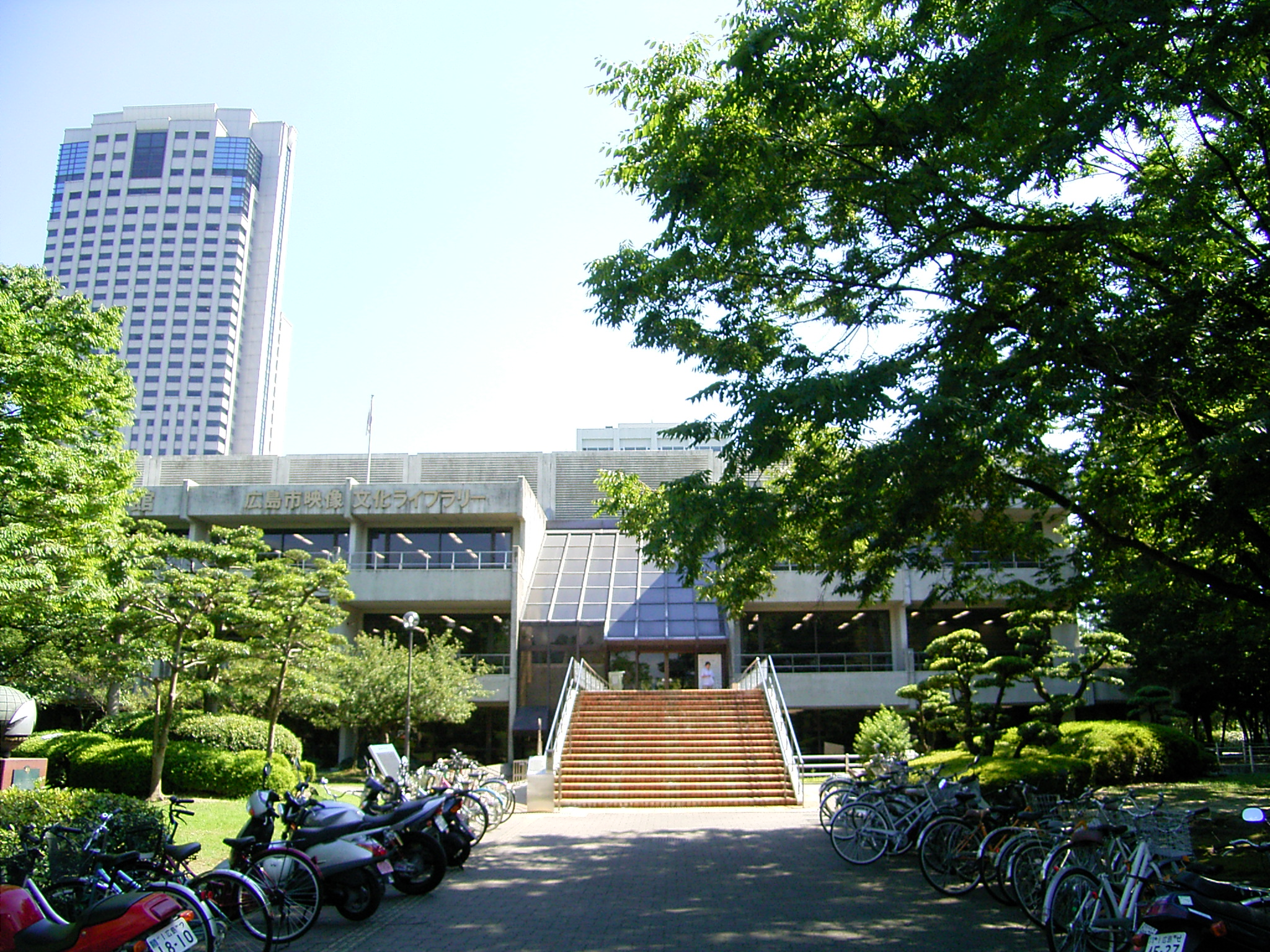
広島市立中央図書館
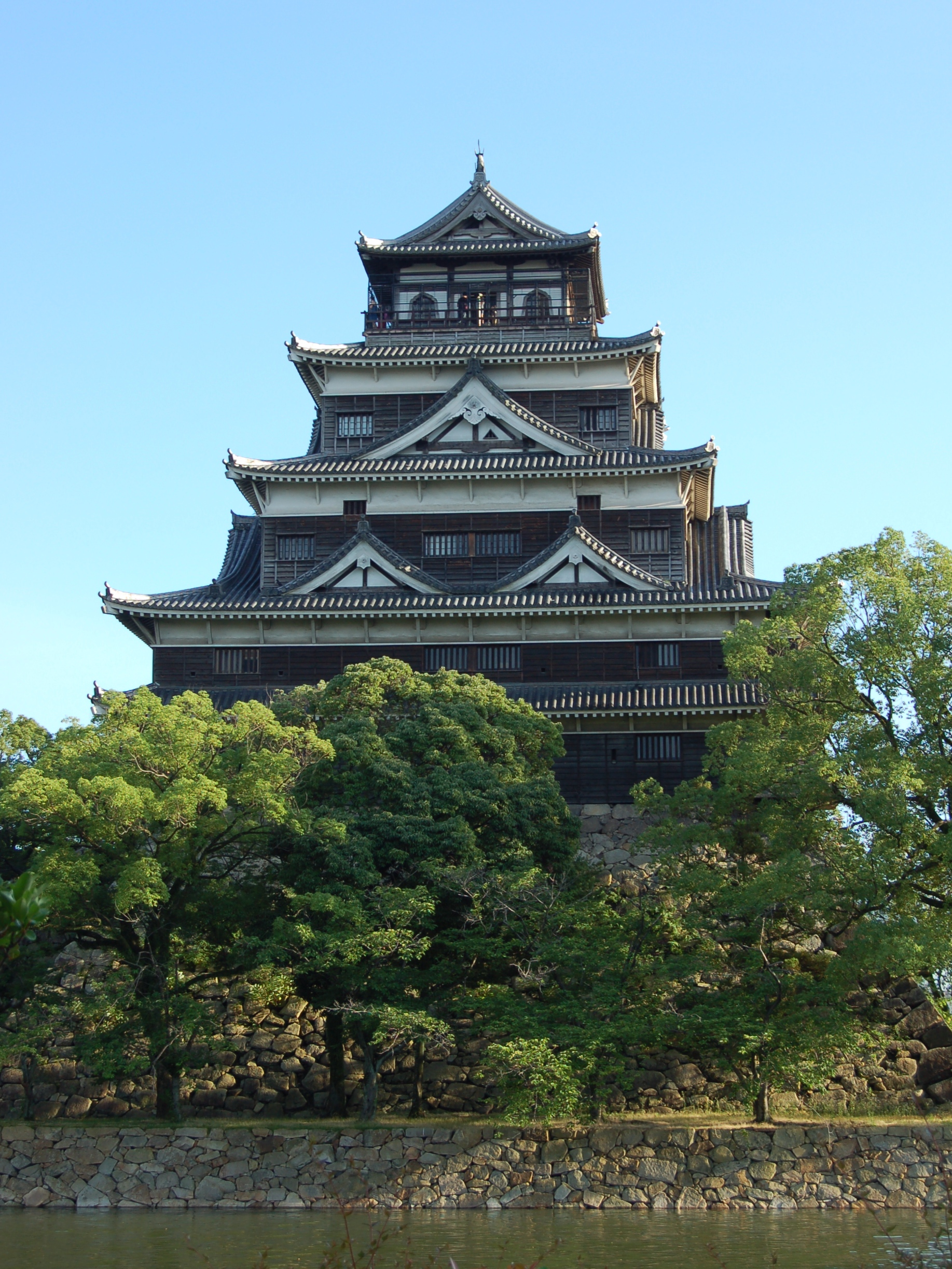
広島城